# Severin Schlyter
Carl Severin Schlyter, född 19 oktober 1923 i Vittskövle, Kristianstad län, död 29 juli 2006 i Lund, var en svensk målare.
Han var son till kyrkoherden Johan Schlyter och Maria Nilsson och från 1953 gift med Inger Margareta Hansson. Schlyter studerade vid Skånska målarskolan i Malmö och för Otte Sköld i Stockholm 1946–1948 samt under studieresor till Frankrike och Spanien. Separat ställde han ut på Galerie Moderne i Stockholm 1956 och har därefter ställt ut separat på ett flertal platser i landet. Tillsammans med Paul Gerhard ställde han ut i SDS-hallen i Malmö och han medverkade i samlingsutställningar arrangerade av Skånes konstförening samt i Liljevalchs vårsalong. Han deltog 1952 i en tävling om en dekorationsmålning för krematoriet i Kristianstad där hans komposition Jag är uppståndelsen och livet placerades främst av juryn men likväl inte kom att utföras. Hans konst består av porträtt och landskap utförda i akvarell.  Schlyter är representerad med akvarellen Dalbthage vid Moderna museet och i ett flertal skånska tingshus.  